# 람 이매뉴얼
람 이즈레일 이매뉴얼(Rahm Israel Emanuel, 1959년 11월 29일 ~ )은 미국의 민주당 정치인으로 버락 오바마 대통령에 백악관 수석이자 시카고의 시장 (2011년 ~ 2019년)을 지냈다.
데이비드 로빈슨을 위한 시카고 의원 선거 운동에 일하여 끈질긴 모금으로 명성을 얻었고, 일리노이주 연방 하원과 오바마 대통령을 위한 수석을 포함하여 몇몇의 더 많은 정치 직위들을 보유하러 갔다. 리처드 M. 데일리의 뒤를 이어 시카고의 시장으로 선출된 이매뉴얼은 2019년 5월 직무를 떠나기 전에 2개의 기간을 지냈다.

## 어린 시절
일리노이주 시카고에서 이스라엘에서 온 소아과 의사 벤저민 이매뉴얼과 유대계 미국인 X-레이 기술자 마사 스물레비츠에게 태어났다. 자신의 청년 시절 벤저민은 이스라엘의 독립을 추구한 무장 시온주의 단체 이르군을 위한 규범을 통과하였다. 마사는 민권 운동에 활동적이었고, 잠시 시카고 로큰롤 클럽을 소유하였다.가족은 예루살렘에서 아랍인들과 작은 접전에 살해된 삼촌 이매뉴얼 아우어바크에게 추모로서 1933년 성 이매뉴얼을 택하였다.
람 이매뉴얼은 4명의 자식들 중 둘째였다. 그의 형 에즈키엘은 현재 종양 학자이자 하버드 대학교에서 전국적으로 유명한 의료 윤리 학자이다. 그의 동생 애리얼은 할리우드의 텔레비전 대리인이자 텔레비전 시리즈 히트작 《안투라지》에 인물 아라 골드를 위한 근거이다. 이매뉴얼은 텔레비전 시리즈 《웨스트 윙》에 인물 조시 라이먼을 위한 영감이라고 말하였다. 그의 누이 동생 쇼샤나는 그녀가 출생에 뇌출혈을 겪은 것을 밝힌 이매뉴얼의 부친에게 의사의 방문 후에 입양되었다.
어린이로서 이매뉴얼과 그의 형제들은 미술 박물관과 민권 시위 운동들로 정규적 견학을 다녔다. 그의 모친에 의하면 자식들은 저녁 식사를 준비하는 도움을 주는 것 뿐만 아니라 하루의 소식에 정통하길 기대되었다고 한다. 그들은 가끔 가족의 식사에 현재 사건들에 퀴즈를 받았다. 형제들은 또한 모친의 주장에 발레 레슨을 받기도 하였다. 람은 특히 댄스에 뛰어났고, 뉴트리어 웨스트 고등학교에서 수학한 동안 시카고의 초연 발레 회사 조프리 발레로 장학금을 얻었다.

## 정치에 흥미
이매뉴얼은 대신 솔리드 댄스 프로그램과 함께 한 뉴욕주 브롱크스빌에 있는 세라 로런스 칼리지에서 수학하는 데 기회를 거절하였다. 1980년 세라 로런스에서 아직 학생이었던 동안 그는 데이비드 로빈슨을 위한 시카고의 의원 선거 운동에 일하였다. "누군가가 500 달러를 공헌할 것이다. 그는 '대단히 감사합니다 ... 우리는 1,000 달러가 필요합니다.'라고 회답하며 말할 것이다."라고 민주당 전국 위원회의 전 의장 데이비드 윌헬름이 한번 이매뉴얼을 회고하였다. 끈질긴 모금자로서 이 명성은 이매뉴얼의 경력을 통하여 그를 따를 것이었다.
1981년 이매뉴얼이 학사 학위와 함께 졸업한 후, 그는 시카고에 있는 노스웨스턴 대학교에서 수학하였다. 거기에서 자신의 전공 동안 그는 또한 미국 상원을 위한 민주당원 폴 사이먼의 1984년 선거 운동에 짧은 기간 동안의 일을 포함하여 지방과 국가의 정치들에 일하기도 하였다. 1985년 이매뉴얼은 노스웨스턴 대학교로부터 통신학에서 석사 학위를 받았다. 졸업 후 그의 첫 직업은 소비자 권리 기구 "일리노이 공인 활동"과 함께였다.

## 민주당의 비범

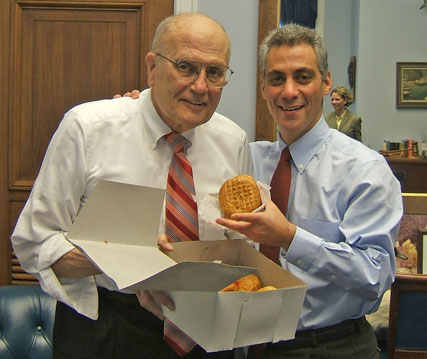
퐁츠키의 날 축제에서 존 딩겔 하원과 함께 (2006년 2월 28일)

1988년 이매뉴얼은 민주당 의원 선거 운동 위원회의 전국 선거 운동 국장으로 지냈고, 1989년 시카고 시장을 위한 리처드 M. 데일리의 선거 운동을 위하여 상급 조언자와 주요 기금자가 되었다. 이 시간 동안 그는 데일리를 위하여 비할 바 없는 7백만 달러를 조달하였다.
이매뉴얼은 보고적으로 걸프 전쟁이 일어난 동안 1991년 이스라엘 방위군에서 민간 자원 봉사를 잠시 지냈다고 한다. 그는 보고적으로 자신이 브레이크를 녹방지했던 이스라엘의 북부 기지들 중의 하나에 주둔되었다고 한다.
이매뉴얼의 모금 능력은 1992년 빌 클린턴의 대통령 선거 운동을 위한 재정국장으로서 그에게 직업을 얻는 도움을 주었다. 선거 운동에 이어 이매뉴얼은 자신이 1993년 이츠하크 라빈 이스라엘 총리와 야세르 아라파트 팔레스타인 해방기구 의장 사이에 회담을 결성하는 것으로 책임이 있었던 클린턴의 백악관 상급 조언자가 되었다. 그는 또한 1994년 보편적 보건을 위한 비성공적 추진에서 지도적인 전략가이기도 하였다.
이매뉴얼은 투자 은행 회사 드레스드너 클라인워트 워서스타인의 전무가 되러 1998년 백악관을 떠났다. 2000년 클린턴 대통령은 이매뉴얼을 오늘날 프레디 맥으로 알려진 연방 주택 융자 저당 법인의 이사회로 임명하였다. 이 시간 동안 이매뉴얼이 1천 8백만 달러 이상을 만든 것으로 견적되었다. 미국 하원에서 의석을 위하여 자신의 성공적 출마가 있던 동안 이매뉴얼은 2001년 이사회로부터 사임을 하였다.

## 오바마의 비서실장

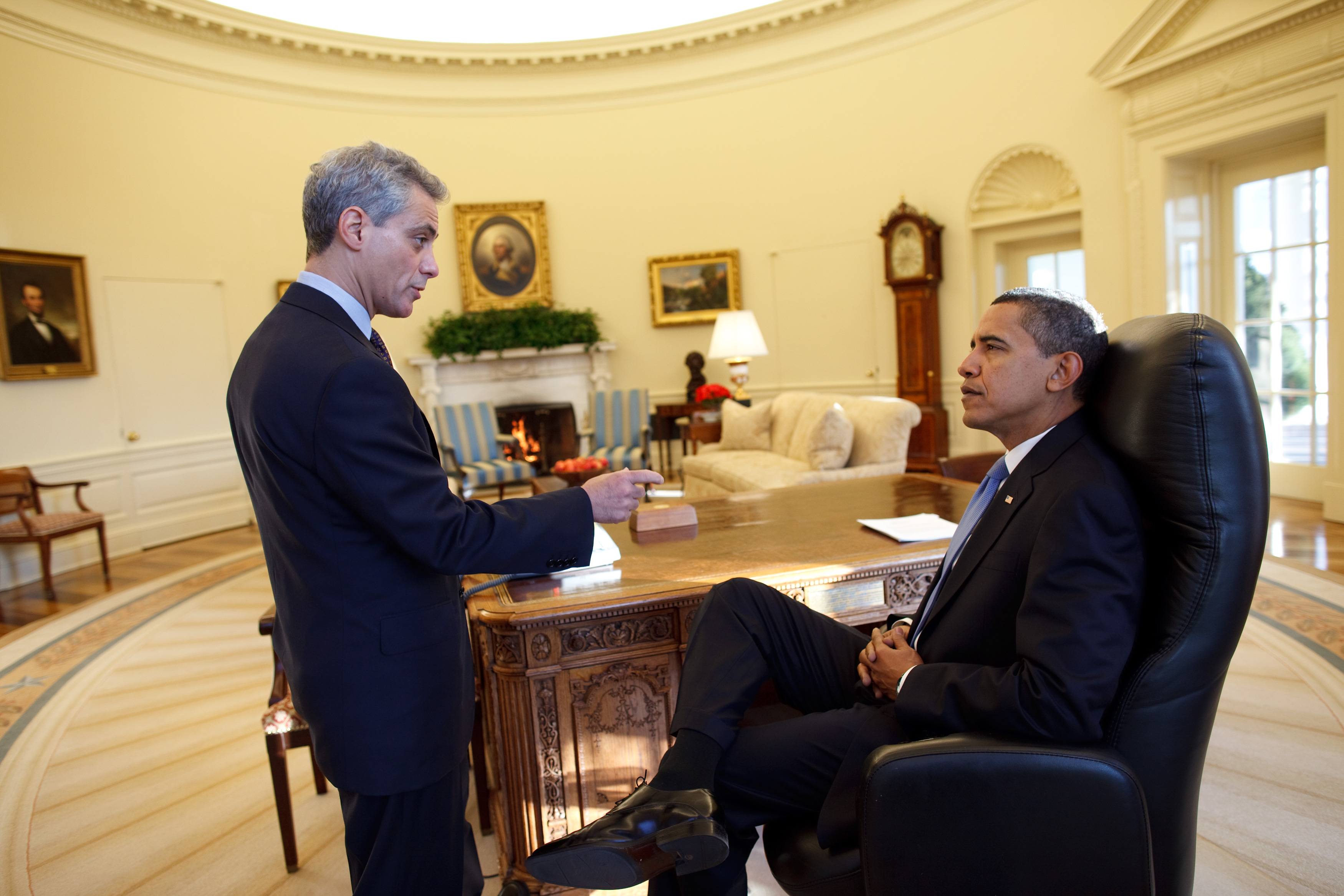
백악관에서 버락 오바마 대통령과 함께

2007년 1월 새로운 민주당의 다수파는 민주당 하원 리더십의 4번째로 최고 계급의 일원인 민주당 간부 회의의 의장으로 지내는 데 이매뉴얼을 선출하였다.
2008년 11월 6일 이매뉴얼은 새롭게 선출된 버락 오바마 대통령을 위하여 대통령 비서실장의 직위를 받아들였다. 자신이 "아마 세대의 가장 영향력이 있는 수석"으로서 뉴욕 타임스가 묘사되었던 동안 이매뉴얼은 빠르게 특히 민주당을 향한 자신의 그의 학대하고 비방하는 십일조로 명성을 얻었다. 하나의 특정 사건에서 이매뉴얼은 오바마 대통령의 새로운 보건 발의권을 성원하지 않은 보수적 민주당원들에 관하여 선동적인 발언을 하였고, 그의 소감들은 언론계로 누설되었다. 그는 후에 공개적으로 자신의 무감각한 말을 위하여 사과하였다.

## 시카고의 시장

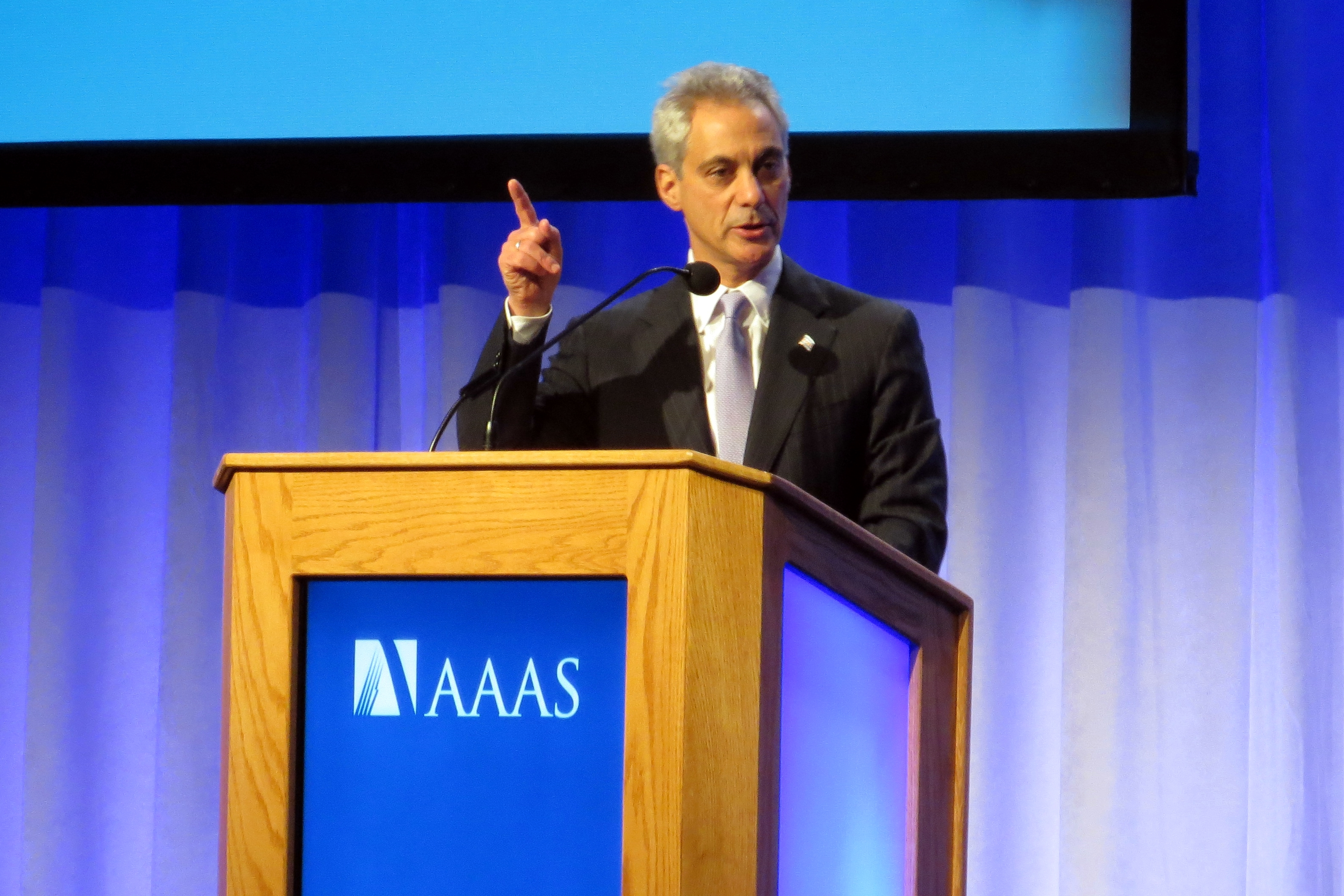
미국 과학 발전 협회 회의에서 연설하는 이매뉴얼 시장

2010년 9월 30일 이매뉴얼은 시카고 시장을 위하여 출마하는 데 수석으로서 자신의 직위를 떠났다. 그는 그 사이에 정치 고문 피터 라우스에 의하여 대체되었다. 2011년 2월 22일 이매뉴얼은 55대 시카고 시장으로 선출되었다.

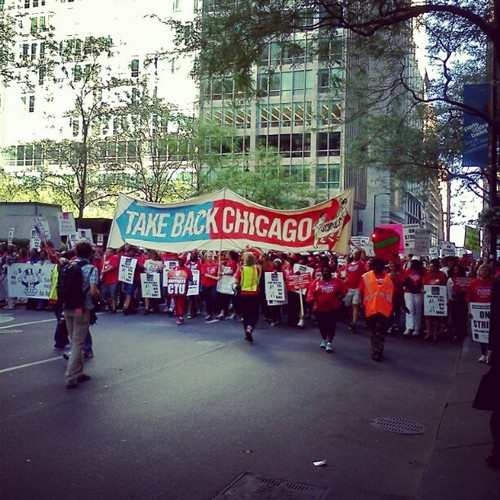
2012년 시카고 교사 파업

이매뉴얼은 시카고의 공립 학교들로부터 시장이 방책들을 보류하고 있던 시카고 교사 노조에 의한 주장들에 이어 2012년 몇몇의 시카고 뉴스 보고들의 주제였다. 이매뉴얼은 또한 민주당 전당 대회에서 연설하기 위하여 시카고의 넓은 교사들의 파업의 계획 속에서 시카고를 떠나는 자신의 결정으로 격렬한 비난을 받았다.
2018년 9월 4일 이매뉴얼은 자신이 다음해 재선을 위하여 출마하지 않을 것이라고 놀라운 발표를 전하였다. 그는 "이것은 평생의 직업으로 지내왔으나 그것은 평생을 위한 직업이 아니다."라고 말하였다. 민주당원 로리 라이트풋의 선거에 이어 그는 2019년 5월 시장직을 떠났다.

## 개인 생활
이매뉴얼은 자신이 초대면 데이트에서 만난 에이미 룰과 결혼하였다. 부부는 3명의 자녀 - 아들 재커리아와 딸 일라나와 리아를 두었다.

## 역대 선거 결과
| 선거명      | 직책명                        | 대수  | 정당   | 1차 득표율 | 1차 득표수 | 2차 득표율 | 2차 득표수 | 결과 | 당락                     |
| ----------- | ----------------------------- | ----- | ------ | ---------- | ---------- | ---------- | ---------- | ---- | ------------------------ |
| 2002년 선거 | 하원의원 (일리노이 제5선거구) | 108대 | 민주당 | 66.81%     | 106,514표  |            |            | 1위  | 일리노이주 하원의원 당선 |
| 2004년 선거 | 하원의원 (일리노이 제5선거구) | 109대 | 민주당 | 76.18%     | 158,400표  |            |            | 1위  | 일리노이주 하원의원 당선 |
| 2006년 선거 | 하원의원 (일리노이 제5선거구) | 110대 | 민주당 | 77.99%     | 114,319표  |            |            | 1위  | 일리노이주 하원의원 당선 |
| 2008년 선거 | 하원의원 (일리노이 제5선거구) | 111대 | 민주당 | 73.94%     | 170,728표  |            |            | 1위  | 일리노이주 하원의원 당선 |
| 2011년 선거 | 시카고 시장                   | 55대  | 무소속 | 55.19%     | 326,331표  |            |            | 1위  |                          |
| 2015년 선거 | 시카고 시장                   | 55대  | 무소속 | 45.63%     | 218,217표  | 56.23%     | 332,171표  | 1위  |                          |